# Ilja Iljitsch Tschernjajew
Ilja Iljitsch Tschernjajew russisch Илья Ильич Черня́ев, (* 8. Januarjul. / 20. Januar 1893greg. in Spasskii, Oblast Wologda; † 30. September 1966 in Moskau) war ein russischer Chemiker, Universitätsprofessor und Entdecker des trans-Effektes.

## Leben
Er wuchs als Sohn eines Bauern in Spasskii auf. Nach Abschluss des Gymnasiums in Wologda 1911 trat er in die naturwissenschaftliche Abteilung der physikalisch-mathematischen Fakultät der Universität St. Petersburg ein, wo er unter Lew Alexandrowitsch Tschugajew studierte. 1915 schloss er seine Studien ab und blieb an der Universität, wo er in Tschugajews Labor an Platinverbindungen forschte. 1918 wurde er Universitätsassistent in Petrograd sowie am Institut zur Erforschung des Platins und anderer Edelmetalle, welches Tschugajew im selben Jahr in Petrograd gegründet hatte.
Da das vorrevolutionäre Russland ca. 95 % des Weltplatinbedarfes deckte, aber lediglich Roherze exportierte, schlug Tschugajew die Errichtung eines Staatsmonopoles zur Exploration, Produktion und Verarbeitung vor. Dies sollte u. a. durch das von ihm gegründete Institut geschehen. Das Institut konzentrierte sich auf die Erforschung der Metalle Ruthenium, Rhodium, Palladium, Osmium, Iridium und Platin sowie deren Koordinationsverbindungen. Es entwickelte sich schnell eine enge Verbindung des Institutes zur noch jungen sowjetischen Platinindustrie.
Tschernjajew blieb bis zu seinem Lebensende Mitglied des Institutes, dessen Direktor er nach Tschugajews Tod 1922 wurde und welches 1934 nach Moskau verlegt wurde. Das Institut wurde in Moskau sogleich mit dem Institut für physikalisch-chemische Analyse und dem Labor für Allgemeine Chemie der sowjetischen Akademie der Wissenschaften zusammengelegt und in Institut für Allgemeine und Anorganische Chemie umbenannt. Von 1945 bis zu seinem Tod war er außerdem Professor für Komplexchemie an der Lomonossow-Universität.
Tschernjajew hat maßgeblich zur Entwicklung neuer Gewinnungsmethoden für hochreine Platinmetalle beigetragen und forschte außerdem auf dem Gebiet zweifach und vierfach positiver Platinkomplexe. Seine bedeutendste Leistung für die anorganische Chemie besteht aber in der Entdeckung und Beschreibung des trans-Effektes in den Jahren 1926–1927 (siehe Werke).
Ab 1940 befasste er sich auch mit Komplexverbindungen von Thorium und Uran und danach mit Radiochemie mit Beiträgen zum sowjetischen Kernenergieprogramm.

## Werke
- Tschernjajew, I. I. Isw., 1926, 4, 243
- Tschernjajew, I. I. Isw., 1927, 5, 118

## Ehrungen
- Mitglied der Akademie der Wissenschaften der UdSSR
- Stalinpreis (vierfach: 1946, 1949, 1951, 1952)
- Leninorden (vierfach)
- Orden des Roten Banners der Arbeit (zweifach)